# Indonesia AirAsia
Indonesia AirAsia, nom comercial de PT Indonesia AirAsia, és una aerolínia de baix cost amb seu a Tangerang (Indonèsia). Duu a terme vols programats a destinacions nacionals i internacionals. És el soci indonesi d'AirAsia, una aerolínia de baix cost de Malàisia. La seva base principal és l'Aeroport Internacional Sukarno-Hatta, a Jakarta. Juntament amb moltes altres aerolínies indonèsies, durant un temps se li prohibí volar a la Unió Europea per motius de seguretat. Aquesta prohibició fou rescindida el juliol del 2010. L'autoritat d'aviació civil d'Indonèsia classifica Indonesia AirAsia en la categoria 1 de qualitat de seguretat aèria.